# Run Silent, Run Deep
Run Silent, Run Deep é um filme de guerra estadunidense de 1958, dirigido por Robert Wise para a United Artists. O roteiro é baseado no livro do mesmo nome do Comandante Edward L. Beach, Jr.. O título original faz referência a uma manobra furtiva estratégica usada em combate por submarinos, que consiste num "mergulho silencioso" ou com os motores desligados. É o filme de estreia de Don Rickles.
O estúdio United Artists promoveu o filme como uma combinação da obsessão do Capitão Ahab de Moby Dick com a rivalidade da tripulação de Motim do Bounty.

## Elenco
- Clark Gable...Comandante P.J. "Rich" Richardson
- Burt Lancaster...Tenente Jim Bledsoe
- Jack Warden...Taifeiro de 1ª Classe "Kraut" Mueller
- Brad Dexter... Oficial Gerald Cartwright
- Don Rickles...Contramestre de 1ª Classe Ruby
- Nick Cravat...Russo
- Joe Maross...Kohler
- Mary LaRoche...Laura Richardson
- Eddie Foy III...Larto
- Rudy Bond...Operador de Sonar de 1ª Classe Cullen

Devido à insistência de Gable, o personagem de Richardson adoece gravemente antes de deixar o comando, provavelmente porque o ator não conseguisse interpretar o personagem de maneira menos dominadora.

## Sinopse
Em 1942, durante a Segunda Guerra Mundial, o comandante naval norte-americano P.J. Richardson se torna obsessivo com um contratorpedeiro (destroyer) japonês da classe Akikaze que afundou seu submarino no Estreito de Bungo, deixando-o ferido. Transferido para uma função burocrática, um ano depois, ao saber que mais três submarinos aliados tinham sofrido o mesmo destino naquele local, ele convence seus superiores a dar-lhe uma nova chance, conseguindo o comando de um submarino para patrulhar aquela área. Com isso ele causa desgosto no Tenente Jim Bledsoe, que esperava ser o novo comandante do USS Nerka (fictício) após o anterior sofrer ferimentos. Ele pede transferência mas Richardson se nega a aprová-la e ambos partem para o Pacífico. O comandante causa desconfianças na tripulação com seus estranhos "exercícios" e seus "desvios" de navios inimigos, não cumprindo a missão de apenas patrulhar as águas próximas  sem autorização para entrar no mortífero Estreito de Bungo. Ao ser interpelado por Bledsoe sobre as ordens recebidas, Richardson afirma que pode descumpri-las se contar com uma "vantagem" de combate e que a mesma fora conseguida com seus exercícios, capacitando a tripulação a submergir e disparar torpedos frontais em tempo recorde. E assim parte para o novo confronto contra o odiado contratorpedeiro inimigo.

## Recepção
Bosley Crowther, escreveu no New York Times a resenha do filme, qualificando-o (em tradução livre/aproximada) como "um conto correto de aventura submarina, todo-viril e todo-submarino... [que] possui a dura, fria auréola da verdade", acrescentando "aventuras perigosas são muito tensas" até "o derradeiro duelo... que mantém presa a assistência na poltrona da frente". Para reforçar a credibilidade da história, ele cita as credenciais do autor do livro e anota que "eles adicionaram mais realismo com o uso do bom e velho preto-e-branco".